# Verrijn Stuartweg

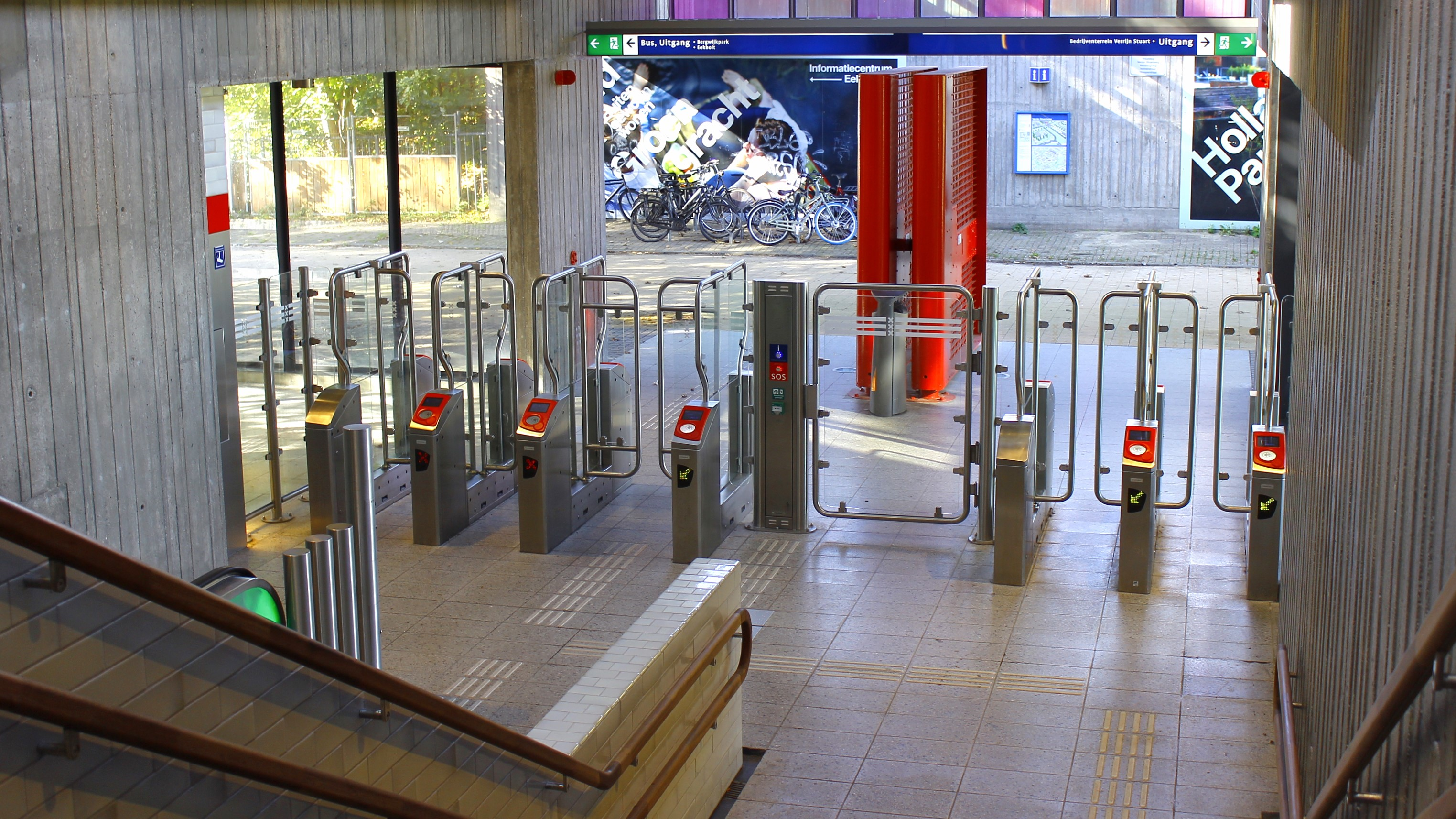

Verrijn Stuartweg – stacja metra w Amsterdamie, położona na linii 53 (czerwonej). Została otwarta 14 października 1977. Położony jest na granicy Diemen i Amsterdam-Zuidoost.